# Soziometrie

Soziogramm einer Kleingruppe

Die Soziometrie ist eine von Jacob Levy Moreno in den 1930er Jahren begründete Methode der empirischen Sozialforschung, welche dazu dient, Beziehungen zwischen Mitgliedern einer Gruppe in einer so genannten Soziomatrix zu erfassen, ein Soziogramm graphisch darzustellen und dieses bezüglich unterschiedlicher Kennzahlen zu analysieren.
Erste Grundlagen der sozialen Netzwerkanalyse waren zuvor von Georg Simmel mit seiner Formalen Soziologie gelegt worden.

## Verfahren
Im Vorfeld werden dazu im Hinblick auf das interessierende Kriterium Fragen an alle Mitglieder gestellt, was ihre Einstellungen gegenüber jedem anderen der Gruppe angeht (z. B. die klassischen Fragen: „Zählen Sie auf, welche Arbeitskollegen Sie sympathisch finden. Mit wem möchten Sie …“. In Supervisions- und Organisationsentwicklungsprozessen wird auch nach Einfluss, Vertrauen, Unterstützung oder bestehenden Konflikten gefragt.) Beim Psychodrama, das ebenfalls auf Moreno zurückgeht, werden soziometrische Entscheidungen herbeigeführt, zum Beispiel wer in der Gruppe seinen Fall behandeln darf, indem die Gruppenmitglieder mit ihren Körpern abstimmen, durch Nähe oder Berührungen. 
Das Soziogramm stellt schließlich die Beziehungen der Gruppenmitglieder graphisch als Netzwerk dar. Mittels verschiedener Formeln können dann Kennzahlen (Status eines Einzelnen, soziales Integrationsmaß etc.) ermittelt werden.  Man unterscheidet „heiße Soziometrie“ (Methoden zur praktischen Umsetzung soziometrischer Befunde in Interaktionsprozessen durch Aktionssoziogramm, Spektrogramm oder Soziometrische Landkarte) von „kalter Soziometrie“, der bloßen Beschreibung der Beziehungsstrukturen aufgrund von Befragungen.
Grenzen der Soziometrie liegen in der Größe der analysierbaren Gruppe und in der objektiven Aussagekraft ihrer Resultate. Die Soziometrie kann als eine Vorläuferin der soziologischen Netzwerkanalyse angesehen werden.